# 風間宏矢
風間宏矢（1993年4月16日—），日本足球運動員，司職中場，現效力日乙球隊千葉市原。

## 俱樂部生涯
风间宏矢，1993年4月16日出生于日本广岛，是80年代日本国家队著名国脚风间八宏的次子。风间宏矢毕业于日本足球名校清水商业高中。
在2011赛季，风间宏矢作为队长帮助清水商业高中打进了全国大赛。高中毕业之后，风间宏矢就前往德国足球丙级联赛的奥斯纳布鲁克效力。
在2012年的7月份，川崎前锋将目前在德国效力的“风间二兄弟”都簽回来。签下了风间二兄弟，也使日职联赛在历史上首次出现了父子同在一俱乐部效力。
在2012年亚青赛，风间宏矢入选了23人的大名单，但只得到了2分钟的上场机会。可在转会川崎之后，风间在7月底至9月份连续获得首发机会，作为球队的右中场，在本赛季一共出场10次，极具攻击性的表现再加上得分能力也出色，风间宏矢令川崎球迷感到期待。
日职的川崎前锋正式宣布中场风间宏矢转会到日乙的大分三神。
FC岐阜上轮联赛3-1击败千叶市原，风间宏矢上演了帽子戏法，帮助FC岐阜结束联赛客场8轮不胜战绩。
FC琉球宣布从FC岐阜租借中场球员风间宏矢加盟俱乐部，租期至2020年1月31日。FC岐阜中场风间宏矢正式加盟FC琉球。

## 外部連結
- Profile at FC Gifu （页面存档备份，存于）
- 日本職業足球聯賽中的風間宏矢 （日語）
- Soccerway資料庫：風間宏矢